# 80后诗人
80后诗人是指出生于1980年代的诗人，这个概念从2002年起开始被学术界接受。
2003年，80后诗人的专号在《诗选刊》上登出，《海峡 (月刊)》也用了8期的篇幅刊载80后诗歌作品展。
作为诗人群体，80后诗人的作品充满才气，具有极大的艺术潜力和发展空间。
80后诗人的代表人物有阿斐、李傻傻、苏首飞、风轻扬、春树等。

## 相关连接
- 中国诗歌库
- 中国诗歌史（页面存档备份，存于）